# Misteri per caso
Misteri per caso è un programma televisivo trasmesso a partire dal gennaio 2004 da Rai 3.
La conduzione è affidata a Syusy Blady già protagonista di altri programmi simili come Turisti per caso e, sempre nel 2004, Velisti per caso. A differenza di questi però manca il marito Patrizio Roversi.
Proprio a partire dall'esperienza maturata con questi due programmi Syusy racconta, con la consueta leggerezza, i numerosi interrogativi che sono sorti durante i suoi viaggi intorno al mondo. Ogni puntata è incentrata su un mistero particolare che viene prima analizzato e quindi vengono esplorate alcune soluzioni.
Una particolarità del programma riguarda lo svolgimento della ricerca: gli esperti non vengono invitati in uno studio a dare la loro opinione come in un talk show ma vengono intervistati da Syusy in giro per le piazze e i mercati d'Italia.

### Programmi correlati
- Turisti per caso
- Velisti per caso
- Evoluti per caso

### Protagonisti
- Syusy Blady